# Peurapää
Peurapää är en kulle i Finland.   Den ligger i den ekonomiska regionen Norra Lappland och landskapet Lappland, i den norra delen av landet, 900 km norr om huvudstaden Helsingfors. Toppen på Peurapää är 420 meter över havet.
Terrängen runt Peurapää är huvudsakligen kuperad, men norrut är den platt.  Trakten runt Peurapää är nära nog obefolkad, med mindre än två invånare per kvadratkilometer. Det finns inga samhällen i närheten. Omgivningarna runt Peurapää är i huvudsak ett öppet busklandskap.